# La casa de Wimzie
La casa de Wimzie (en inglés: Wimzie's House) es un programa de televisión preescolar canadiense de media hora producido en Montreal que se transmitió como La Maison de Ouimzie en Télévision de Radio-Canada por la mañana y Radio-Québec por las tardes a partir del 4 de septiembre de 1995, y en inglés en CBC Television a partir de 21 de octubre de 1996 y en los Estados Unidos por Public Broadcasting Service (PBS) del 1 de septiembre de 1997 al 31 de agosto de 2001. Las reposiciones del programa se transmitieron en los Estados Unidos en el bloque Cookie Jar Toons en This TV, en distribución como parte del bloque Cookie Jar Kids Network y en Light TV del 22 de diciembre de 2016 al 30 de septiembre de 2019. La serie fue producida por Cinar (más tarde Cookie Jar Entertainment, ahora parte de WildBrain), con las transmisiones de PBS presentadas por Maryland Public Television de 1997 a 2001. Los títeres del programa son del estilo de Sesame Street, lo que generó algunos problemas legales con The Jim Henson Company en 2000 (a pesar de que tuvieron alguna colaboración para algunos programas de televisión para niños, por ejemplo, Hi Opie!, Dog City, Fraggle Rock, The Hoobs, etc., así como lo mismo con su socio de producción, Sesame Workshop, más conocido por Sesame Park, la adaptación canadiense de Sesame Street). Había dos juegos FMV para PC basados en la serie. Treehouse TV también emitió reposiciones de este programa desde 1999 hasta diciembre de 2005.

## Sinopsis
Wimzie es una pequeña niña monstruo que vive con sus padres (Rousso y Graziella), su abuela (Yaya) y su hermanito (Bo). La trama básica era que los amigos de Wimzie siempre iban a pasar el día y jugaban juntos. Esto usualmente resultaba en un problema y dos canciones que eventualmente llevarían a la moraleja del episodio. El elenco nunca amplió más allá de los ocho personajes principales. Se mencionaron algunos amigos y vecinos, pero nunca hicieron una aparición física real.

## Problemas legales
En 2000, The Jim Henson Company presentó una demanda contra la empresa, alegando que los títeres de la serie y la mercancía resultante violaban sus derechos de autor y de marca registrada sobre The Muppets. CINAR y sus licenciatarios Eden LLC y Carson-Dellosa Publishing Company negaron y siguen negando cualquier acto ilícito o responsabilidad por infracción.
Un acuerdo confidencial permitió a CINAR continuar transmitiendo la serie, vendiendo productos del programa y un "mecanismo para preservar el aspecto distintivo de los Muppets de Jim Henson en futuras producciones de CINAR".
Ronald A. Weinberg, presidente y codirector ejecutivo de CINAR:

Estamos encantados de que se haya solucionado y de que el acuerdo deje una puerta abierta entre las dos empresas. También es una buena noticia que WIMZIE'S HOUSE siga disfrutando de una audiencia tan amplia en PBS en EE. UU. y en otros canales en más de 100 países alrededor del mundo. Además, significa que la iniciativa de concesión de licencias que lanzamos el año pasado seguirá prosperando con socios licenciatarios nuevos y establecidos.